# Укшин Хоти
Укшин Хоти (алб. Ukshin Hoti; Велика Круша, 17. јун 1943 — Дубрава, 16. мај 1999) био је албански филозоф и активиста са Косова и Метохије. Био је професор међународног права и касније филозофије на Универзитету у Приштини и оснивач Партије албанске националне заједнице. Од 1982. више пута је хапшен од стране југословенских власти. Године 1994. осуђен је на пет година затвора у Дубрави. У мају 1999. године, када му је престала казна и када је требало да буде пуштен, чувари затвора су га преместили. Не зна се где се налази, а многи активисти за људска права га сматрају мртвим.

## Биографија
Рођен је у селу Велика Круша у општини Ораховац која је у то време била део Краљевине Албаније под италијанском окупацијом. Студирао је политичке науке на Свеучилишту у Загребу и Универзитету у Београду, док је постдипломске студије завршио на Универзитету у Чикагу, Универзитету Харвард и Универзитету у Вашингтону из међународних односа и политичких наука. Од 1975. предавао је међународно право на Универзитету у Приштини и био на административној функцији у Скупштини Косова.
Суд Југославије га је 1982. осудио, те је провео у затвору три и по године због подршке немирима на Косову 1981. године, иако није оптужен за употребу или заговарање насиља. Amnesty International га је 1983. прогласио затвореником савести. Дана 28. септембра 1994. осуђен је на пет година затвора у КПЗ Дубрава због „угрожавања уставног поретка Србије”. Дана 16. маја 1999. године, на дан када је требало да буде пуштен, последњи пут су га живог видела тројица затвореника. Уместо да буде пуштен, пребачен је у КПЗ Ниш и од тада се сматра несталим.